# Cristo por su Mundo Orfanatorio
Cristo por su Mundo Orfanatorio är en ort i Mexiko.   Den ligger i kommunen Ensenada och delstaten Baja California, i den nordvästra delen av landet, 2 100 km nordväst om huvudstaden Mexico City. Cristo por su Mundo Orfanatorio ligger 34 meter över havet och antalet invånare är 153.
Terrängen runt Cristo por su Mundo Orfanatorio är platt åt sydväst, men åt nordost är den kuperad. Runt Cristo por su Mundo Orfanatorio är det glesbefolkat, med 8 invånare per kvadratkilometer. Närmaste större samhälle är Vicente Guerrero, 1,5 km väster om Cristo por su Mundo Orfanatorio. Omgivningarna runt Cristo por su Mundo Orfanatorio är i huvudsak ett öppet busklandskap.